# Ryoji Mano
Ryoji Mano (真野 亮二 Mano Ryoji?), född 12 oktober 1990 i Tokyo prefektur, är en japansk fotbollsspelare.
Mano började sin karriär 2013 i FC Machida Zelvia. Efter FC Machida Zelvia spelade han för Azul Claro Numazu och Fujieda MYFC. Han avslutade karriären 2015.